# Universitatea de Stat de Medicină și Farmacie „Nicolae Testemițanu” din Republica Moldova
Universitatea de Stat de Medicină și Farmacie „Nicolae Testemițanu" din Republica Moldova (USMF) este o instituție de învățământ superior de stat din municipiul Chișinău, Republica Moldova. Sediul principal al instituției se află pe Bulevardul Ștefan cel Mare și Sfânt nr. 165.

## Istoric
Universitatea de Stat de Medicină și Farmacie din Chișinău a fost fondată în baza Institutului de Medicină nr. 2 din Leningrad, evacuat în timpul celui de al II-lea război mondial în Kislovodsk, care ulterior a fost transferat la Chișinău împreună cu studenții și întregul corp profesoral sub numele de Institutul de Stat de Medicină.
Institutul și-a început activitatea la 20 octombrie 1945, având o singură facultate, cea de Medicină Generală, care cuprindea 32 catedre în cadrul cărora își făceau studiile 1000 de studenți. Procesul instructiv-didactic era realizat de 130 de profesori, inclusiv 20 doctori habilitați și 23 doctori în științe medicale. În decursul timpului, au fost înființate și alte facultăți în cadrul Institutului și anume: Facultatea de Pediatrie (1954), Facultatea de Stomatologie (1959), Facultatea de Medicină Preventivă (1963) și Facultatea de Farmacie (1964). 
Din anul 1990 Institutul poartă numele lui Nicolae Testemițanu. La data de 25 iulie 1991 Institutul de Stat de Medicină „Nicolae Testemițanu" din Chișinău a fost reorganizat ca Universitate. În anul 1995, instituției i s-a dat un nou nume - Universitatea de Stat de Medicină și Farmacie „Nicolae Testemițanu".

## Facultăți
- Facultatea de Medicină nr. 1
- Facultatea de Medicină nr. 2
- Facultatea de Farmacie
- Facultatea de Stomatologie
- Departamentul Didactic și Management Academic
- Școala de Management în Sănătate Publică
- Școala doctorală în domeniul Științe medicale

## Rectorat
- Emil Ceban – rector
- Olga Cunețchi – prim-prorector, prorector pentru activitate didactică și management academic
- Jana Chihai – prorector pentru activitate de cercetare și inovare
- Marcel Abraș – prorector pentru managementul activității clinice
- Victoria Craveț – prorector pentru managementul economico-financiar

## Rectori
| № | Nume (naștere–deces)            | Început–Sfîrșit |
| - | ------------------------------- | --------------- |
| 1 | Ipatie Sorocean (1900–1964)     | 1945–1948       |
| 2 | Nikolai Harauzov (1907–1963)    | 1948–1951       |
| 3 | Leonid Ganul                    | 1951–1953       |
| 4 | Nikolai Starostenko (1897–1972) | 1953–1959       |
| 5 | Nicolae Testemițanu (1927–1986) | 1959–1963       |
| 6 | Vasile Anestiadi (1928–2014)    | 1963–1986       |
| 7 | Leonid Cobâleanschi (1939–1994) | 1986–1994       |
| 8 | Ion Ababii (1944–)              | 1994–2019       |
| 9 | Emil Ceban (1966–)              | 2019–prezent    |

## Biblioteca Științifică Medicală
Biblioteca Științifică Medicală a IP USMF „Nicolae Testemițanu” a fost fondată odată cu constituirea Institutului. Fondul total cuprinde 182.028 de titluri în 898.004 exemplare. Structura organizatorică cuprinde următoarele:
- Secția dezvoltare, organizare și salvgardare colecții
- Secția prelucrare analitico-sintetică a documentelor
- Secția împrumut de publicații la domiciliu
- Secția împrumut de publicații în sălile de lectură
- Centrul de Informare și Documentare al Organizației Mondiale a Sănătății
- Centrul de Informare al Uniunii Europene
- Secția automatizare tehnologii de bibliotecă și cercetare
- Secția INFOMEDICA
- Centrul de Scriere Academică